# Абстрактный объект
Абстра́ктный объе́кт — объект, созданный каким либо обобщением (абстракцией) или при посредстве какой-либо абстракции;  обобщённо соотносящийся по значению представленный объект познания, представляющий те или иные сущностные аспекты, свойства, отношения вещей и явлений окружающего мира. Абстрактные объекты делятся на реальные и идеальные, различающиеся постановкой и решением проблемы существования. Для реальных имеется её конструктивное решение; идеальные же выходят за пределы эффективной проверки (например, континуум). В философии следует различать объекты абстрактные и конкретные.

## В философии
Различие между типом и токеном (или типом и экземпляром), введённое Ч.Пирсом определяет физические объекты как токены определённого типа вещей. «Тип», как общее понятие, является абстрактным объектом. Различие между абстрактным и конкретным объектом проще всего понять интуитивно на конкретном примере:
| Абстрактный    | Конкретный             |
| Теннис         | игра в Теннис          |
| Краснота       | Красная окраска яблока |
| Пять           | Пять кошек             |
| Справедливость | Справедливый поступок  |
| Человек        | Сократ                 |

Абстрактные объекты часто привлекают философов потому, что показывают проблематичность некоторых популярных теорий. В онтологии, абстрактные объекты считаются проблематичными для физикализма и некоторых форм натурализма. Самый серьёзный диспут об онтологическом статусе абстрактных объектов, названный проблемой универсалий состоялся в Средние века между номиналистами и реалистами. В эпистемологии, абстрактные объекты считаются проблематичными для эмпиризма. Если абстрактные объекты не существуют в пространстве и не обладают силой причинности, откуда мы о них знаем? Трудно определить, как они влияют на наше чувственное восприятие, однако люди склонны соглашаться в мнениях по поводу многих высказываний о них. Некоторые, например Эдвард Залта и скорее всего Платон (в его теории идей), утверждали, что абстрактные объекты составляют главный предмет исследования в метафизике и философском познании. Так как философия не связана с эмпирическими исследованиями, а эмпирические вопросы не являются вопросами об абстрактных объектах, философия является той наукой, которая может дать ответы на вопросы об абстрактных объектах.

### Абстрактные объекты и причинность
Другой популярный подход к разграничению между конкретными и абстрактными объектами опирается на то, что абстрактные объекты лишены причинной силы. Причинная сила — это способность быть причиной чего-либо. Так пустое множество абстрактно потому, что не может воздействовать на другие объекты. Проблема такого подхода в том, что не совсем понятно, что значит иметь причинную силу.

## Конкретное и абстрактное мышление
Жан Пиаже использует термины «конкретное» и «формальное» для описания различных форм обучения. Конкретное мышление оперирует фактами и описывает повседневные, материальные объекты, тогда как абстрактное мышление (формальные операции) использует мыслительные процессы.
| Конкретная мысль                                  | Абстрактная мысль                                                    |
| ------------------------------------------------- | -------------------------------------------------------------------- |
| Тяжёлые предметы тонут.                           | Оно утонет если его плотность больше плотности воды.                 |
| Ты вдыхаешь кислород, а выдыхаешь углекислый газ. | Газообмен происходит между воздухом в альвеолах и эритроцитами крови |
| Растения поглощают воду корнями.                  | Вода проникает сквозь клеточную мембрану корневых волосков...        |

## Терминология
Абстрактное мышление пользуется абстрактными терминами, не обозначающими конкретные вещи, а обозначающими классы вещей или абстрактные понятия. Часто абстрактные существительные образуются от прилагательных или глаголов с помощью окончаний -ция, -сть -ота -ние и других, например: концентрация, пульсация, чёрствость, прозрачность, дремота, слепота, царапание, плавание.